# Sixième circonscription de la préfecture de Hyōgo
La sixième circonscription de la préfecture de Hyōgo (兵庫県第6区, Hyōgo-ken dai-roku-ku) est l'une des douze circonscriptions législatives que compte la préfecture de Hyōgo au Japon.

## Description géographique
Entre 1994 et 2017, la sixième circonscription de la préfecture de Hyōgo correspondait aux villes d'Itami, Takarazuka et Kawanishi.
Depuis 2017, elle comprend les villes d'Itami et Takarazuka et une partie de la ville de Kawanishi,,.

## Députés
| Législature | Début de mandat | Fin de mandat | Député élu             | Parti politique | Parti politique |
| ----------- | --------------- | ------------- | ---------------------- | --------------- | --------------- |
| 41e         | 1996            | 2000          | Yuriko Koike           |                 | Shinshintō      |
| 42e         | 2000            | 2003          | Yuriko Koike           |                 | PC              |
| 43e         | 2003            | 2005          | Kōichirō Ichimura (ja) |                 | PDJ             |
| 44e         | 2005            | 2009          | Tsukasa Kobiki (ja)    |                 | PLD             |
| 45e         | 2009            | 2012          | Kōichirō Ichimura      |                 | PDJ             |
| 46e         | 2012            | 2014          | Masaki Ōgushi (ja)     |                 | PLD             |
| 47e         | 2014            | 2017          | Masaki Ōgushi (ja)     |                 | PLD             |
| 48e         | 2017            | 2021          | Masaki Ōgushi (ja)     |                 | PLD             |
| 49e         | 2021            | 2024          | Kōichirō Ichimura      |                 | Ishin           |
| 50e         | 2024            | -             | Shū Sakurai (ja)       |                 | PDC             |